# فيلق حرية روسيا
فيلق حرية روسيا (بالروسية: Легион «Свобода России»)‏، (بالأوكرانية: Легіон «Свобода Росії»)‏  وقد يُشار له أيضًا باسمِ فيلق روسيا الحرّة، هي مجموعة شبه عسكرية روسية لكنها تتخذُ من أوكرانيا مقرًا لها. تُعارض هذه المجموعة شبه العسكريّة حكومة فلاديمير بوتين كما تُعارض الغزو الروسي لأوكرانيا. شُكِّل فيلق حرية روسيا في آذار/مارس 2022 ويُقال إنه جزءٌ من الفيلق الدولي للدفاع الإقليمي عن أوكرانيا. يتألَّفُ فيلق روسيا الحرة من منشقين عن القوات المسلحة الروسية، بالإضافة إلى متطوعين روس آخرين، هاجر بعضهم إلى أوكرانيا عقبَ الغزو.
تتكون الوحدة من كتيبتين، وبحسبِ أوليكسي أريستوفيتش الضابط السابق في الاستخبارات الأوكرانيّة فإنّ العشرات في صفوفِ هذا الفيلق يُشاركون في النزاعات، في الوقتِ الذي يتدرَّبُ فيه المئات من منخرطي الفيلق مع وجود ما يصلُ إلى 4000 مرشَّح، كما أشارَ أوليكسي إلى أنَّ 250 عضوًا جديدًا انضموا إلى الفيلق في حزيران/يونيو 2022. زادت شهرة هذا الفيلق في 22 أيار/مايو 2023 حينما عَبَرَ الحدود الروسيّة من أوكرانيا وشنَّ هجومًا خاطفًا في نقطةأ تفتيشٍ حدوديةٍ بالقربِ من بيلغورود الروسيّة. أشارَ مقرّبون من الفيلق ومصادر أخرى بأنّ هدف فيلق حرية روسيا هو إنشاء منطقة منزوعة السلاح على طول الحدود الروسية الأوكرانية لمنعِ المدفعية الروسية من إطلاق النار على أوكرانيا من الأراضي الروسية.

## التاريخ
شُكّل فيلق حرية روسيا بحسبِ وكالة الأنباء الأوكرانية المستقلة من سرية من الجيش الروسي تضمُّ أكثر من 100 شخص، والذين انشقوا طواعية عن موسكو منضمِّين إلى الجانب الأوكراني. اعترفَ قائد السرية لنفس الوكالة أنه وفي الـ 27 من شباط/فبراير 2022، وبمساعدةٍ من جهاز الأمن الأوكراني، انضمَّ وباقي جنود السرية إلى كييف من أجلِ «حماية الأوكرانيين من الفاشيين الحقيقيين»، كما دعا قائد السريّة مواطنيه وجنود الجيش الروسي للانضمام إلى فيلق حرية روسيا، من أجل إنقاذ شعبهم وبلادهم «من الذل والدمار». بدأ المتطوعون الأوائل في فيلق حرية روسيا التدريب الأولي في أواخر آذار/مارس 2022، حيث تعلّموا بتوجيهٍ من مدربين من القوات المسلحة الأوكرانية على دراسة خصائص الصاروخ السويدي البريطاني المحمول قصير المدى والمضاد للدبابات نلاو، كما تعرَّف قادة الفيلق على الوضعِ العملياتي في الخطوط الأمامية. تتمثل أهداف الفيلق المعلنة في صدِّ الغزو الروسي لأوكرانيا وإسقاط النظام الروسي بقيادة فلاديمير بوتين في نهاية المطاف.
افتُتحَت قناة رسميّة للفيلق على منصّة تيليجرام في العاشر من آذار/مارس 2022، ودعت في أول منشوراتها الشعبَ للانضمام إلى الكفاح المسلح ضد «مجرم الحرب بوتين». صارَ وجود الفيلق رسميًا في الخامس من نيسان/أبريل من نفس العام حينما عُقد مؤتمرٌ في مكتب وكالة الأنباء الأوكرانيّة إنترفاكس أوكرانيا، وقدَّم خلاله ملثمون يرتدون زيًا رسميًا أنفسهم كأعضاء في الفيلق وقالوا إنهم انضموا إليه بعد أن وقعوا أسرى لدى الجيشِ الأوكراني. رفضَ الملثمون ذكر أسمائهم، كما لم يُؤكّدوا ما إذا كان الفيلق يقدم تقارير إلى هيئة الأركان العامة الأوكرانية أم لا، وولم يتحدثوا كذلك حول أيّ معلوماتٍ بخصوص الوحدات الروسية التي خدموا فيها قبل تشكيلِ الفيلق. ادّعى ملثمو الفيلق أنهم أسَرُوا من سمَّوهم «مجموعات تخريبية» تابعة للجيش الروسي، على الرغم من أن قناة تيليجرام الرسميّة الخاصة بالفيلق ذكرت لاحقًا أنّ مقاتلي حرية روسيا دخلوا الحرب بشكلٍ أساسي ورسمي في 29 نيسان/أبريل.

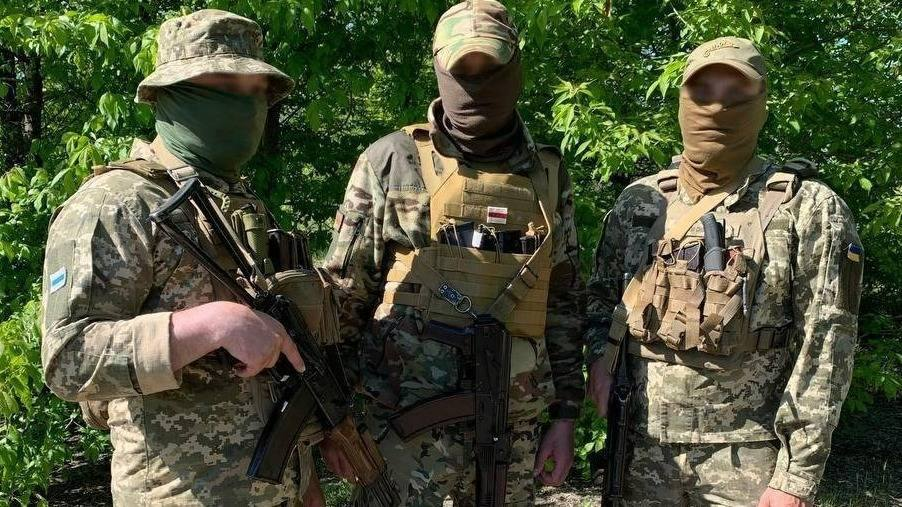
عضو في فيلق روسيا الحرة مع أحد أفراد فوج كاستوس كالينوفسكي وجندي أوكراني أثناء غزو أوكرانيا (2022).

يُقال إن فيلق حرية روسيا هو جزءٌ من الفيلق الدولي للدفاع الإقليمي عن أوكرانيا، وقاتَلَ إلى جانب القوات المسلحة الأوكرانية في مدينةِ دونباس أثناء هجوم شرق أوكرانيا. يُزعم أيضًا أن الوحدة تنظم أعمال الحرق العَمد والتخريب داخل روسيا، على الرغم من أن الفيلق نفى ذلك رسميًا، ناسبًا مثل هذه الأعمال إلى المواطنين الروس المناهضين للحرب. بدأَ الحديث عن فيلق حرية روسيا يكبر مع مرور الأيام وزدات شعبيّة هذا الفيلق منذُ 11 حزيران/يونيو 2022 حينما أصبح معروفًا أنّ إيغور فولوبوييف نائب رئيس بنك غازبرومبانك الأوكراني المولد والذي غادر روسيا عند اندلاع الغزو، قد انضمَّ إلى الفيلق. بدأت عمليات الفيلق في اكتسابِ الملحوظيّة شيئًا فشيئًا، ففي فاتح حزيران/يونيو 2022، نشرَ الفيلق عبر حسابه الرسمي في منصّتي يوتيوب وتيليجرام مقطع فيديو لما قال إنّها لدبابة روسية استولى عليها عناصر الفيلق، كما أعلنَ الأخير في أواخر نفس الشهر عن أسره لجندي روسي في منطقة ليسيتشانسك.
انتشرت أخبارٌ حول انسحابِ الفيلق من القتال والنشاط في الحرب في أوائل تموز/يوليو، وهو ما أكّده الفيلق في الثالث عشر من نفس الشهر مؤكّدًا أنَّ انسحابه من ساحة المعارك جاءَ من أجل «استعادة القدرة القتالية». منذ ذلك الحين والقناة الرسمية للفيلق تنشرُ مقاطع فيديو لجنود الوحدة شبه العسكريّة وهم يتدربون. وقَّع فيلق حرية روسيا في 31 آب/أغسطس إلى جانبِ ما يُعرَف بالجيش الوطني الجمهوري وهو جماعة سرية مكوّنة من روس ينشطون داخلَ روسيا ويعملون من أجل الإطاحة بحكومة بوتين بالعنف بالإضافة لفيلق المتطوعين الروسي وهو الآخر وحدة شبه عسكرية قومية روسية تتخذُ من أوكرانيا مقرًا لها وتعملُ على محاربة نظام فلاديمير بوتين إعلان تعاونٍ في مدينة إيربين أُطلَقَ عليه اسمُ «إعلان إيربين»، وفيه اتفقت المنظمات الثلاث على إنشاء مركز سياسي هدفه تمثيل مصالحهم أمام سلطات الدولة في مختلف البلدان وتنظيم سياسة إعلامية مشتركة بقيادة السياسي الروسي الأوكراني إيليا بونوماريف.
ظهرَ في أواخر كانون الأول/ديسمبر 2022 المتحدث باسم الفيلق والذي يُدعى قيصر (الاسم الأصلي: Caesar) في مقابلة صحفيّة، حيثُ أعلنَ أنَّ عدد أفراد الفيلق بـ «المئات» مُضيفًا: «أنا لا أحاربً وطني الأم. أنا أحارب نظام بوتين، وأحاربُ الشر [...] لستُ خائنًا. أنا وطني روسي حقيقي أفكِّر في مستقبل بلدي»، موضحًا أنَّ اختيار الوحدة لأعضائها ومقاتليها يشملُ «عدّة جولات من المقابلات والاختبارات النفسية وحتى جهاز كشف الكذب» لضمان ولاء المجنّدين، ثم إخضاعهم لشهرين من التدريب قبل إرسالهم إلى دونباس. ذكر المتحدث أنّ الفيلق يعملُ تحتَ القيادة الأوكرانية، ويُشارك في المقام الأول في المدفعية والدعاية، كما يُقاتل بعضٌ من أفراده في باخموت ويُنظر إليهم على أنهم جزءٌ من المتطوعين الدوليين الأوسع في القوات الأوكرانية. كانت أبرز عمليّةٍ نفذها الفيلق هي العمليّة الهجومية الخاطفة التي تمَّت في أيار/مايو 2023، فوفقًا لوسائل إعلام أوكرانية نقلًا عن المخابرات العسكرية الأوكرانية فقد شنَّ فيلق روسيا الحرة مع قواتٍ أخرى توغلًا في منطقة جرايفورونسكي في مقاطعة بيلغورود وخاضوا اشتباكاتٍ معَ الجيش الروسي هناك على الأراضي الروسية.

## الرموز والأيديولوجيا

العلم الذي يستخدمه فيلق حرية روسيا وهو مكون من الأبيض ثم الأزرق فالأبيض مجددا.

يستخدمُ الفيلق العلم الأبيض والأزرق والأبيض الذي تستخدمهُ المعارضة الروسية على شارة الأكمام بدلًا من العلم الرسمي الأبيض والأزرق والأحمر لروسيا. وفقًا لبيان الفيلق الذي نُشر في القناة الرسميّة على تيليجرام في نيسان/أبريل، فإنّ عناصر الفيلق «يحملون قيم الرجل الحر في روسيا الجديدة: حرية الرأي، وحرية التعبير، وحرية اختيار المستقبل»، وأنَّ أهدافهم الرئيسية هي «الإطاحة بحكومة بوتين والنضال من أجل روسيا الجديدة». يستخدمُ الفيلق كذلك الحرف «L» للإشارة لنفسه أو رمزًا من رموزه وهو الحرف الأول من كلمتي «Legion» (فيلق) و«Liberty» (حريّة) اللذان يُمثلانِ ويُشكّلان اسمه. يرتدي الفيلق على الكمّ الأيمن من زيّه العسكري علم أوكرانيا مثله مثلَ باقي المجموعات شبه العسكريّة الأجنبية التي تطوَّعت لمساعدة كييف في صدِّ الغزو الروسي.
نشرت قناة تيليجرام الرسمية رسالتين في العشرين من تموز/يوليو 2022 اقتبست فيهما نصًا من السياسي الروسي الراحل بيوتر ستوليبين، للتأكيدِ على أنَّ الفيلق يرى في «الحفاظ على روسيا موحدة وغير قابلة للتجزئة داخل حدود عام 1991» واحدة من أهدافه معارضًا بذلك النزعة الانفصالية، وأنَّ «الشعب الروسي هو الأكثر إذلالًا وحرمانًا من حق التصويت بين جميع شعوب الاتحاد الروسي».

## تفاعلات
ردَّت الحكومة الروسية على الفيلق بشكل قانوني ودعائي كذلك، ففي الثاني والعشرين من حزيران/يونيو 2022 قُبض على نيكولاي أوكلوبكوف، وهو ناشط محلي مناهض للحرب من مدينة ياكوتسك حيثُ زعمت السلطات الروسيّة أنه يُريد الانضمام إلى الفيلق رغم نفي الأخير علاقته بأوكلوبكوف. سنَّ الرئيس الروسي بوتين بحلول الرابع عشر من نفس العام قانونًا جديدًا، يُمكن بموجبه سجن المواطنين الروس لمدة تصل إلى 20 عامًا إذا «انضمُّوا إلى جانب العدو أثناء نزاعٍ مسلح أو أعمال عدائية». في إطارِ الردّ الروسي على الفيلق وعلى باقي التشكيلات شبه العسكريّة المشابة له، صنَّفت المحكمة العليا في آذار/مارس 2023 فيلق حرية روسيا جماعة إرهابية، وهو ما يعني أنّ المواطنين الذين ينضمون للفيلق يُمكن أن يواجهوا – بموجب هذا التصنيف – عقوبة سجنيّة قد تصلُ إلى 20 عامًا. نادرا ما تُشير وسائل الإعلام الرسمية الروسية لفيلق حرية روسيا أو فيلق روسيا الحرّة، كما أنّها نادرًا ما تستعملُ العبارة «حرية روسيا» أو «روسيا الحرة»، فعلى سبيل المثال لا الحصر وحتى منتصف عام 2022 لم تتحدث شبكة آر تي الحكوميّة عن الفيلق إلّا في مقطع فيديو واحد رغم ما أثاره من جدل وصاحبَ ذلك من حديث وتحليلات وغيره.
ادعت عددٌ من الصحف الروسية والمصادر الموالية للكرملين وغيرها من وسائل الإعلام التي تتبعُ لموسكو بأنَّ فيلق حررية روسيا ليس تشكيلًا قائمًا بالفعل، ولكنه مشروع علاقات عامة أوكراني بتخطيطٍ وتدبيرٍ مخابراتي أوكراني. علَّقت إيليا بونومارينكو، مراسلة شؤون الدفاع والأمن في صحيفة كييف إندبندنت، لصحيفة موسكو تايمز في حديثٍ مطولٍ عن الفيلق قائلة: «قد يكون هناك بعض المقاتلين [الروس في صفوف الفيلق]، لكنّ [السؤال] عمّا إذا كانت منظمة بالطريقة التي يتم تقديمها بها يظل سؤالًا مفتوحًا .. أصبحَ الأمر أكثر وضوحًا مع الفيلق الدولي الذي يُوجد به عدد كبير [من الجنود الأجانب] الذين شاركوا في القتال في إيربين، سيفيرودونيتسك وليسيتشانسك، لكن لا يُعرف سوى القليل عن فيلق [حرية روسيا]»، كما استشهدت الجريدة بتقريرٍ في مجلة هاربر الأمريكيّة وصفَ كيف لم يكن لدى أوكرانيا القدرة على نشر مقاتلين أجانب تدفقوا إلى البلاد في الأسابيع التي تلت الغزو، مشيرةً إلى أنَّ الوحدات الأجنبية هي حركة دعائيّة ودبلوماسيّة أكثر من كونها وحدات حقيقة ومنظمة.